# Blue Meanies
Blue Meanies是1968年的奇幻電影黃色潛水艇中的動畫角色，象徵世界上各種的壞人。

## 造型
它們為一群佔領了部分Pepperland的兇惡士兵，而且十分憎恨音樂。它們的外貌大多由Heinz Edelmann所設計，多數是長滿了毛，有六隻爪，有些長得較高和有藍色的臉孔。監製阿爾·布羅達克斯說Blue Meanies的首領長得有些像監製助理Abe Goodman。

## 劇情
Blue Meanies 在 Pepperland 到處破壞和欺壓當地的人民。海軍上將 Old Fred 駕駛黃色潛水艇離開，並向The Beatles尋求協助。Pepperland 後來成為了一個毫無生氣的地方，長滿了荊棘，被 Blue Meanies 的廢物污染，當地人亦全部石化。
接着，他們又綁架了 The Beatles 的同伴Jeremy。最後 The Beatles 把同伴和被困樂隊 Sgt. Pepper's Lonely Hearts Club Band 救出，將音樂帶回 Pepperland，令那裏恢復生氣。部分的 Blue Meanies 逃走，其餘的都留下來與當地人和諧共處。

## 成員
- 普通士兵：它們穿着海軍藍的毛衣、黃橙相間的緊身褲及戴着面罩和附有米老鼠耳朵的頭套。其首領和跟班Max卻穿有靴刺的長靴(左腳海軍藍色，右腳淺監色)和附有高飛狗耳朵的頭套。它們的眼睛能像電筒般發光。部分亦配有手槍，能發射使人石化一段時間的淺藍色箭頭。[5]

- Apple Bonkers：它們身材高瘦，穿着紫色燕尾服、戴領結和有羽毛的大禮帽。它們以巨大的蘋果擲向別人，使人石化一段時間。

- Butterfly Stompers：它們的臉像貓，每人身上都編有不同的數字。它們攻擊目標時會踐踏他們，尤其是蝴蝶。

- Countdown Clowns：它們身形高大，沒有手，頭部能不斷轉圈。它們在攻擊或發出警示時會大聲響鬧。當它們的鼻被按時(通常Blue Meanies會爬梯或坐在它們的肩上按掣)，它們所望之處會爆炸。

- Hidden-Persuader Men：它們身形肥胖而禿頭，常常吸雪茄和拿着酒杯。雖然外表斯文，但它們的鞋裏有一隻拿着槍的手，當其鞋尖打開時就可發射。

- Snapping-Turtle Turks：它們肥又矮，留有鬍子，穿傳統土耳其服裝，如土耳其毯帽。它們的肚子有張鱷魚嘴，能吃掉一些物件。

- Jack-the-Nippers：它們十分強壯，穿綠色燕尾服。它們的手有像鉗子的嘴用以攻擊，但偶然會咬到自己的舌頭。

- Four-Headed Bulldog：它是一隻有四個頭的鬥牛犬，有獠牙，十分強壯。The Beatles和Sgt. Pepper's Lonely Hearts Club Band唱着Hey Bulldog擊倒它。

- Dreadful Flying Glove：它是一隻會飛的手套，時而左手時而右手，能擊毀目標。它的食指是鼻子，中指和無名指組成嘴巴，拇指是眼睛，所以它握成拳頭時看不到東西。它能發出低沉的笑聲。John唱着All You Need is Love擊倒它。

## 媒體應用
- 現於Lemon Demon的網路影片Ultimate Showdown of Ultimate Destiny
- 現於動畫南方公園中的Imaginationland中
- 在電影戀愛心曲中與Mr. Kite跳舞
- 動畫少年戰隊中Mad Mod變身成像Blue Meanies首領的人

## 另見
- 披頭四
- 黃色潛水艇 (電影)
- 傑樂米·希拉里·波布(Jeremy)